# Les Oiseaux de passage (film, 2018)
Pour les articles homonymes, voir Oiseau de passage.
Pour plus de détails, voir Fiche technique et Distribution.
Les Oiseaux de passage (Pájaros de verano) est un film mexicano-colombien de Ciro Guerra et Cristina Gallego, sorti en 2018.

## Synopsis
En 1968, lors d'une cérémonie du peuple autochtone amérindien Wayuu dans la province de Guajira au nord de la Colombie, la jeune Zaina danse le rituel du passage à la vie de femme, dans la plus pure tradition ancestrale. Rapayet, un jeune homme d'un autre village, séduit par la beauté de Zaina, entre dans la danse pour lui signifier ses prétentions amoureuses. Úrsula, matriarche autoritaire du village, lui met la barre très haut : le prestige de sa tribu fait que la dot demandée pour la main de Zaina sera exorbitante, sous la forme de nombreuses chèvres, vaches et colliers. 
Rapayet, prêt à tout pour conquérir la belle, s'allie avec Moisés, un ami "étranger" (externe à la tribu) sans foi ni loi et fan de musique, pour changer d'activité économique : sur l'idée de Moisés, le commerce peu lucratif du café fait bientôt place à celui de la marijuana, d'abord pour fournir en drogue une petite communauté hippie américaine anticommuniste installée sur une plage de Colombie. Rapayet et Moisés servent d'intermédiaire entre les américains et le petit cartel d'Aníbal, autre chef Wayuu et producteur de chanvre. Rapayet s'enrichit très vite, réunit la dot exigée et obtient la main de Zaina. Le trafic de drogue prend de l'ampleur à l'international et Rapayet devient chef de cartel. Projeté dans la grande richesse, il construit un palais où il loge tous les siens. Dans les années 1980, ce cartel, passé sans transition de la tradition au gangstérisme, est un avant-goût des grands cartels de drogue colombiens. Úrsula, malgré l'acceptation de son nouveau statut de parvenue, reste paradoxalement attachée aux traditions et voit dans la présence insistante d'un oiseau les prémices d'un malheur. La violence et les soupçons s'installent et grossissent au point d'autodétruire toute cette communauté ethnique.

## Fiche technique
- Titre : Les Oiseaux de passage
- Titre original : Pájaros de verano
- Réalisation : Ciro Guerra et Cristina Gallego
- Scénario : Maria Camila Arias et Jacques Toulemonde Vidal
- Direction artistique : Angélica Perea
- Décors : Juan David Bernal
- Costumes : Catherine Rodríguez
- Photographie : David Gallego
- Montage : Miguel Schverdfinger
- Musique : Leonardo Heiblum
- Pays de production :  Colombie,  Danemark,  Mexique,  Allemagne,  Suisse et  France
- Langues : Wayuu, espagnol, anglais
- Format : Couleurs - 35 mm - 2,35:1 - Dolby Digital
- Genre : drame
- Durée : 125 minutes
- Dates de sortie :
  - France : 9 mai 2018 (Festival de Cannes 2018), 10 avril 2019 (sortie nationale)
  - Colombie : 2 août 2018
  - Mexique : 7 décembre 2018
  - Québec : 1er mars 2019

## Distribution
- Natalia Reyes : Zaida
- José Acosta : Rapayet, le mari de Zaida et chef de cartel
- Carmiña Martínez : Úrsula, la matriarche, mère de Zaida et Leonidas
- John Narváez : Moisés, le premier aide trafiquant de Rapayet
- José Vicente Cotes : Peregrino, le vieux Wayuu
- Juan Bautista : Aníbal, le chef des plantations de marihuana
- Greider Meza : Leonidas, le fils d'Úrsula

## Accueil

### Critiques
Le film reçoit de très bons retours, avec une note moyenne de 4 sur AlloCiné.
Pour Libération le film « s'élève au niveau supérieur » et Télérama dit que « Les emprunts nourrissent les films de genre, et celui-ci n’échappe pas à la règle ».

## Distinctions

### Récompenses
- Festival Biarritz Amérique latine 2018 : Abraso d'or du meilleur film[3].
- Festival international du film d'Antalya 2018 : Prix du public[4].
- Festival international du film policier de Beaune 2019 : Prix Spécial Police[5].

### Sélections
- Festival de Cannes 2018 : sélection à la Quinzaine des réalisateurs.
- Festival international du film de Karlovy Vary 2018 : sélection en section Horizons.
- Festival international du film de Saint-Sébastien 2018 : sélection en section Perles.
- Festival du film de Londres 2018 : sélection en compétition officielle.
- Festival international du film policier de Beaune 2019 : sélection en compétition officielle.